# Williams FW19
Der Williams FW19 war der 22. Formel-1-Rennwagen von Williams. Der FW19 wurde in der Saison 1997 eingesetzt und von Patrick Head konstruiert. Der Wagen wurde von einem Renault F1-RS9A/B-V10-Motor mit 3 Liter Hubraum angetrieben. Die Bereifung kam vom amerikanischen Reifenkonzern Goodyear, der Treibstoff von Elf.

## Technik und Entwicklung

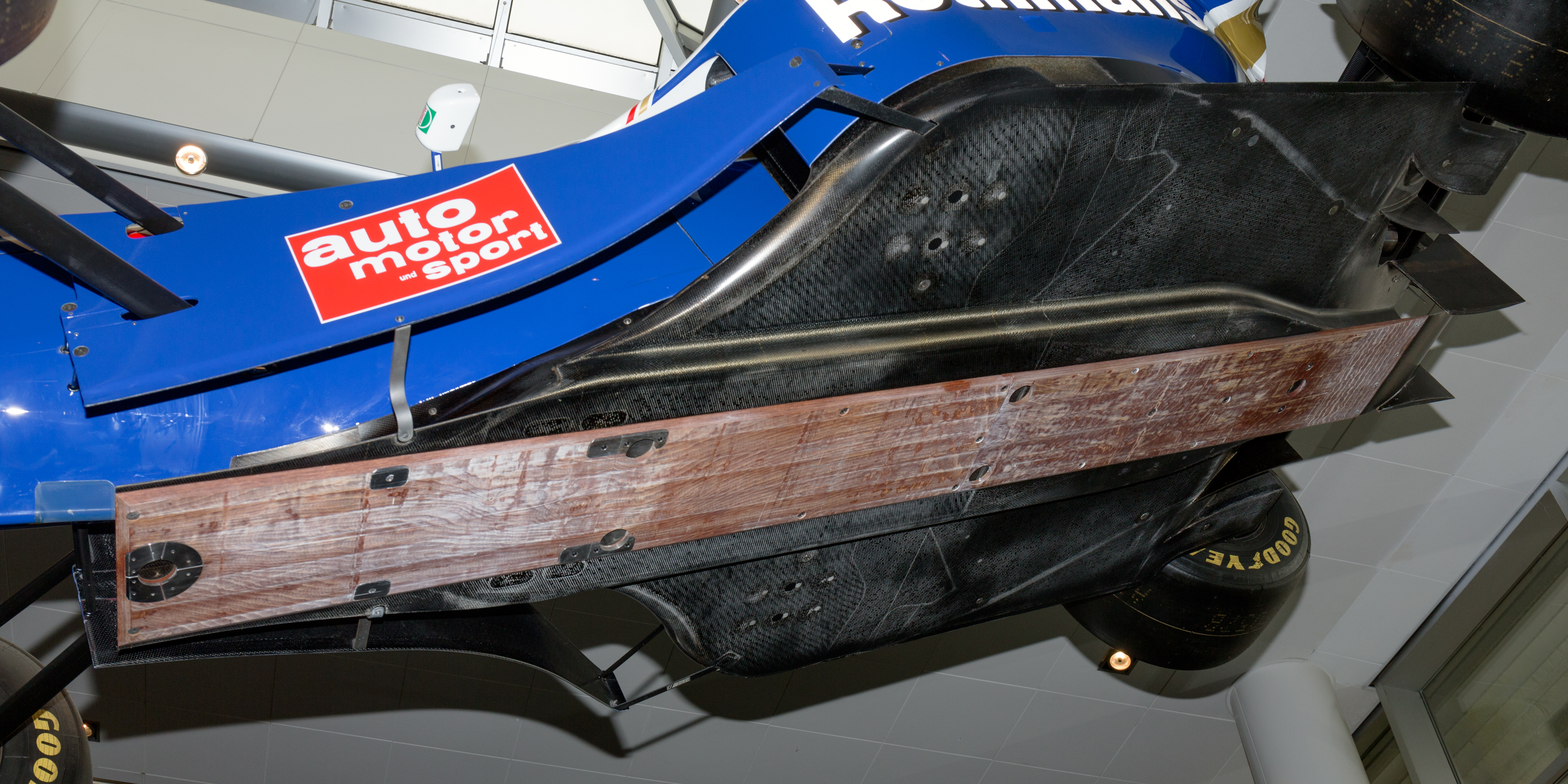
Der Unterboden des Williams FW19
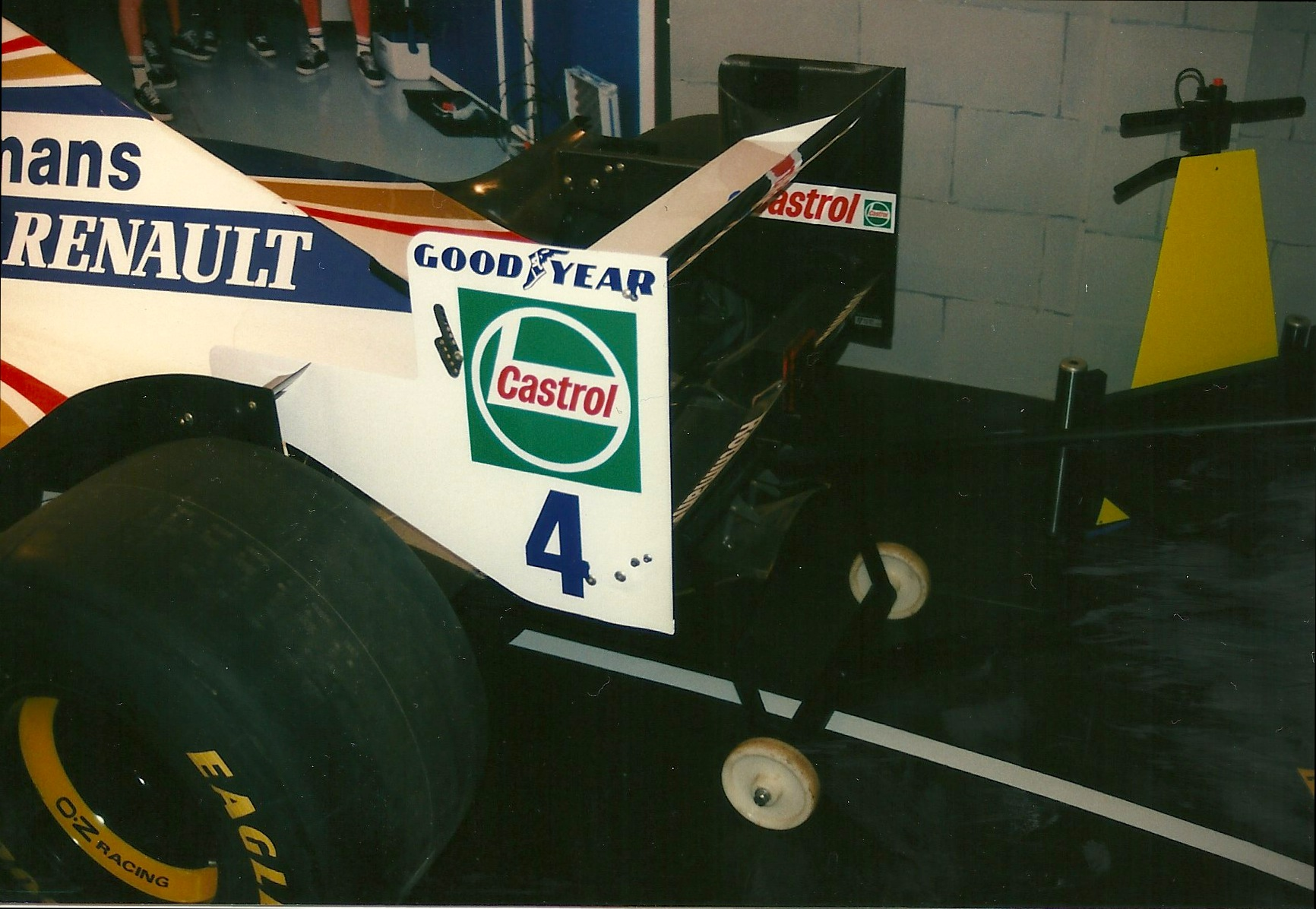
Der Heckflügel des Williams FW19

Der Wagen war eine Weiterentwicklung des Vorjahreswagens: Es konnte das Getriebe verkleinert sowie mitsamt der Kurbelwelle weiter abgesenkt werden, dadurch wurde der Schwerpunkt gesenkt und eine aerodynamisch bessere Situation am Heck geschaffen. Es wurde das Kühlsystem größtenteils umstrukturiert um den Luftwiderstand zu verringern und die Kühlung selbst auch zu verbessern. 
Die Arbeiten am Design begannen im Juni 1996 unter Adrian Newey, welcher das Team noch vor Saisonbeginn verlassen hatte. Dadurch arbeitete Gavin Fisher ab November an dem Design des Boliden. 
Der Motor wurde am meisten überarbeitet, so wurde der Zylinderbankwinkel von 67° auf 71° erhöht, der Schwerpunkt sank um 14 Millimeter, die Höhe reduzierte sich um 27 Millimeter und dadurch wog der Motor elf Kilogramm weniger als das Vorjahresmodell. Trotz der umfangreichen Änderungen war die Zuverlässigkeit des Motors überragend, kein einziges Mal musste man im Laufe des Jahres wegen Motorenproblemen aufgeben. Der Motor erreichte rund 750 PS bei einer Drehzahl von 17.000 Umdrehungen pro Minute.
Als Getriebe wurde ein sequentielles Halbautomatikgetriebe mit sechs Gängen von Komatsu verwendet, für die Federung verwendete man eine Doppelquerlenkerachse von Penske und die Scheibenbremsen kamen von AP Racing. Die Felgen stammen vom italienischen Unternehmen OZ Racing, die Bereifung von Goodyear und der Sprit wurde von Elf zur Verfügung gestellt.

## Renngeschichte

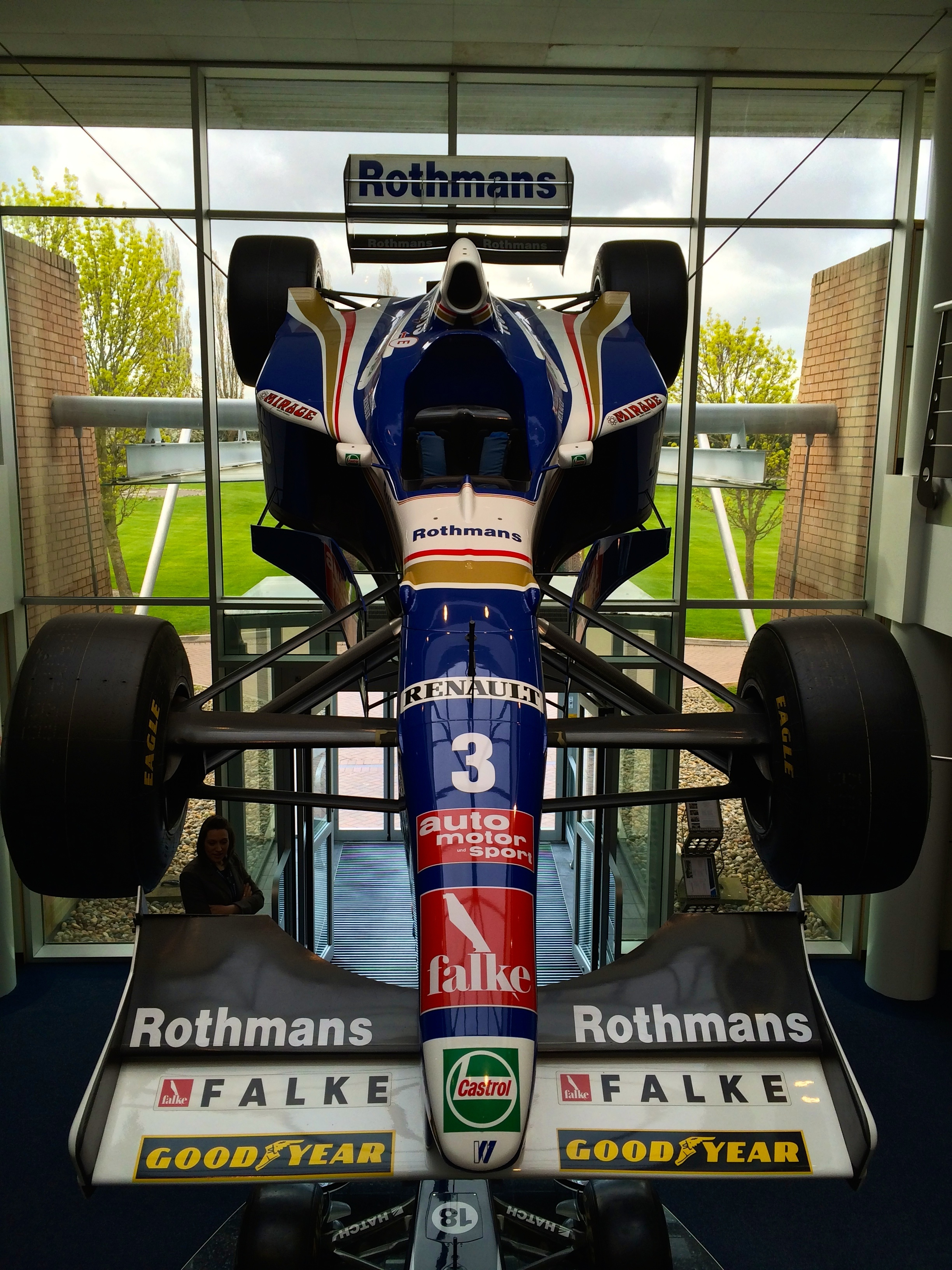
Der Williams FW19 von Jacques Villeneuve im Williams Conference Centre 2014

Der Wagen war eine Verbesserung des sehr erfolgreichen Vorjahresmodells. Er wurde von Patrick Head entwickelt und von Adrian Newey, welcher das Team während der Saison in Richtung McLaren verließ, designt. Auf den Mitarbeitern lag ein enormer Druck, da sich Ferrari Jahr für Jahr verbesserte und in diesem Jahr als Favorit auf den Titel galt. Das erste Qualifying zeigte, dass das Team von Williams das im ersten Moment beste Auto zusammengestellt hatte. Villeneuve konnte sich die Pole-Position vor seinem Teamkollegen Heinz-Harald Frentzen sichern. Seine Bestzeit war rund zwei Sekunden schneller als die beste Zeit vom Drittplatzierten Michael Schumacher, allerdings endete das Rennen in einem Desaster für das Team von Frank Williams: Villeneuve hatte einen schlechten Start und wurde noch in der ersten Runde von Eddie Irvine abgeschossen. Dadurch war nur mehr Frentzen im Rennen, welcher aber aufgrund einer explodierten Bremsscheibe auf Platz zwei liegend aufgeben musste. 
Die folgenden Rennen aber zeigten, dass wenn der Wagen das Ziel erreicht, konstant Punkte sowie Podestplätze im Bereich des möglichen liegen. So konnte man die nächsten drei Rennen allesamt gewinnen – zwei Mal Villeneuve und ein Mal Frentzen – und bei den darauffolgenden Wochenenden konstant Punkte erfahren. Von den 17 Rennwochenenden stand man nur vier Mal nicht auf dem Podest. Am Saisonende konnte man mit 21 Punkten Vorsprung auf den Zweiten, Ferrari, die Konstrukteursweltmeisterschaft und mit Platz eins und zwei die Fahrerweltmeisterschaft komfortabel gewinnen. Der Grund für die konsequent guten Positionen lag an der Zuverlässigkeit des Wagens, nur vier Mal musste man aufgrund eines technischen Defekts aufgeben. 
Dieser Williams war der letzte Bolide, welcher in der alten Fabrik in Didcot angefertigt wurde, da der Rennstall in die neue Basis in Grove umzog. Es ist außerdem das letzte Jahr, in dem Renault als Motorenlieferant zur Verfügung stand, weil sich diese am Ende des Jahres vom Formel-1-Sport zurückzogen, und das letzte Mal, dass Adrian Newey an der Entwicklung eines Williams-Chassis beteiligt war. Weiters verließ das junge Aerodynamiktalent Eghbal Hamidy das Team, um für das neu formierte Stewart-Team zu arbeiten.

## Lackierung und Sponsoring

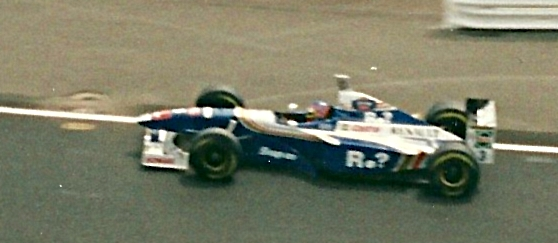
Ein wegen des Tabakwerbeverbots veränderter FW19

Die Lackierung blieb im Vergleich zum Vorjahr komplett unverändert, sie bestand aus einer blau-weißen Lackierung mit orangen Akzenten. Der Front -sowie Heckflügel waren in weiß gehalten, die Nase und Seitenkästen blau. Hauptsponsor war das Zigarettenunternehmen Rothmans, welcher auf dem Heckflügel, Seitenkästen und der Airbox sponsorierten. Die deutsche Automobilzeitschrift auto motor und sport warb an den Luftleitblechen sowie auf der Nase.
Bei Wochenenden, wo ein Verbot für Tabakwerbung herrscht, wurde das Logo von Rothmans an den Seitenkästen durch den Schriftzug R.? und am Heckflügel durch zwei Fragezeichen – jeweils am Rand – ersetzt.

## Fahrer
Nach einem Disput mit Frank Williams verließ der Weltmeister der Saison 1996, Damon Hill, das Team in Richtung Arrows. Den Platz als Hauptfahrer übernahm Jacques Villeneuve, der vakante zweite Platz ging an den Sauber-Piloten Heinz-Harald Frentzen. Als Ersatzfahrer wurden Jean-Christophe Boullion und Juan Pablo Montoya gemeldet. 

## Ergebnisse
| Fahrer                          | Nr.                             | 1   | 2 | 3   | 4   | 5   | 6 | 7   | 8 | 9   | 10  | 11  | 12 | 13 | 14 | 15 | 16  | 17 | Punkte | Rang |
| ------------------------------- | ------------------------------- | --- | - | --- | --- | --- | - | --- | - | --- | --- | --- | -- | -- | -- | -- | --- | -- | ------ | ---- |
| Formel-1-Weltmeisterschaft 1997 | Formel-1-Weltmeisterschaft 1997 |     |   |     |     |     |   |     |   |     |     |     |    |    |    |    |     |    | 123    | 1.   |
| J. Villeneuve                   | 3                               | DNF | 1 | 1   | DNF | DNF | 1 | DNF | 4 | 1   | DNF | 1   | 5  | 5  | 1  | 1  | DSQ | 3  | 123    | 1.   |
| H. Frentzen                     | 4                               | 8   | 9 | DNF | 1   | DNF | 8 | 4   | 2 | DNF | DNF | DNF | 3  | 3  | 3  | 3  | 2   | 6  | 123    | 1.   |

| Legende  | Legende            | Legende                                                          |
| Farbe    | Abkürzung          | Bedeutung                                                        |
| -------- | ------------------ | ---------------------------------------------------------------- |
| Gold     | –                  | Sieg                                                             |
| Silber   | –                  | 2. Platz                                                         |
| Bronze   | –                  | 3. Platz                                                         |
| Grün     | –                  | Platzierung in den Punkten                                       |
| Blau     | –                  | Klassifiziert außerhalb der Punkteränge                          |
| Violett  | DNF                | Rennen nicht beendet (did not finish)                            |
| Violett  | NC                 | nicht klassifiziert (not classified)                             |
| Rot      | DNQ                | nicht qualifiziert (did not qualify)                             |
| Rot      | DNPQ               | in Vorqualifikation gescheitert (did not pre-qualify)            |
| Schwarz  | DSQ                | disqualifiziert (disqualified)                                   |
| Weiß     | DNS                | nicht am Start (did not start)                                   |
| Weiß     | WD                 | zurückgezogen (withdrawn)                                        |
| Hellblau | PO                 | nur am Training teilgenommen (practiced only)                    |
| Hellblau | TD                 | Freitags-Testfahrer (test driver)                                |
| ohne     | DNP                | nicht am Training teilgenommen (did not practice)                |
| ohne     | INJ                | verletzt oder krank (injured)                                    |
| ohne     | EX                 | ausgeschlossen (excluded)                                        |
| ohne     | DNA                | nicht erschienen (did not arrive)                                |
| ohne     | C                  | Rennen abgesagt (cancelled)                                      |
| ohne     | keine WM-Teilnahme |                                                                  |
| sonstige | P/fett             | Pole-Position                                                    |
| sonstige | 1/2/3/4/5/6/7/8    | Punktplatzierung im Sprint-/Qualifikationsrennen                 |
| sonstige | SR/kursiv          | Schnellste Rennrunde                                             |
| sonstige | *                  | nicht im Ziel, aufgrund der zurückgelegten Distanz aber gewertet |
| sonstige | ()                 | Streichresultate                                                 |
| sonstige | unterstrichen      | Führender in der Gesamtwertung                                   |